# Hussein Al-Aameri
Hussein Ali Hussein Al-Aameri (ar. حسين العامري ;ur. 24 listopada 1990) – iracki judoka. Olimpijczyk z Rio de Janeiro 2016, gdzie zajął siedemnaste miejsce w wadze półśredniej.
Uczestnik mistrzostw świata w 2010 i  2013. Startował w Pucharze Świata w 2015, 2016 i 2023. Uczestnik igrzysk azjatyckich w 2010. Wicemistrz igrzysk panarabskich w 2011 i 2023 roku. 

## Letnie Igrzyska Olimpijskie 2016
| Konkurencja | Eliminacje           | Klas. końcowa |
| Konkurencja | Przeciwnik I         | Miejsce       |
| ----------- | -------------------- | ------------- |
| 81 kg       | Paul Kibikai (GAB) P | 17.           |